# Ramforynch
Ramforynch (Rhamphorhynchus) – rodzaj niewielkiego pterozaura z rodziny Rhamphorhynchidae.

## Opis
- Dobrze zachowane skamieniałości tego pterozaura, znalezione w osadach w Solnhofen w Niemczech pokazują nawet mikrostrukturę jego skrzydeł. W sfosylizowanym materiale widoczne są cienkie włókna, dające skrzydłom dodatkowe wzmocnienie biegnące od ich części przedniej do tylnej.
- Rhamphorhynchus miał długie szczęki z ostrymi zębami i prawdopodobnie polował na ryby.
- Miał on na końcu ogona romboidalny płat, który przypuszczalnie spełniał rolę steru i pomagał pterozaurowi zmienić kierunek lotu.
- Mogły tworzyć stada, które wspólnie polowały na ławice ryb. Dzięki dobremu wzrokowi mogły wypatrywać ryb z dużej wysokości. W czasie godów mogły tworzyć kilkutysięczne kolonie na skałach, jak współczesne nadmorskie ptaki.
- Dzięki badaniu puszki mózgowej tego pterozaura okazało się, że jego mózg był znacznie większy niż mózg innych gadów o zbliżonych rozmiarach. Stosunek wielkości poszczególnych regionów mózgu sugeruje, że ten pterozaur miał znakomity wzrok, ale słaby zmysł powonienia.

## Dane
Wymiary: długość ciała wraz z ogonem około 1 m (w tym czaszka 20 cm), rozpiętość skrzydeł około 2 m
Masa: około 2 kg
Występowanie:
- miejsce:
  - Rhamphorhynchus longicaudus – Niemcy
  - Rhamphorhynchus intermedius – Niemcy
  - Rhamphorhynchus muensteri – Niemcy
  - Rhamphorhynchus gemmingi – Niemcy
  - Rhamphorhynchus longiceps – Niemcy
  - Rhamphorhynchus jessoni – Anglia
  - Rhamphorhynchus tendagurensis – Tanzania
  - Rhamphorhynchus sp. – Portugalia
- czas: 155–140 mln lat temu, późna jura

## Filatelistyka
Poczta Polska wyemitowała 5 marca 1965 r. znaczek pocztowy przedstawiający ramforyncha o nominale 5,60  zł, w serii Zwierzęta prehistoryczne. Autorem projektu znaczka był Andrzej Heidrich. Znaczek pozostawał w obiegu do 31 grudnia 1994 r..